# 垢すり
垢すり（垢擦り、あかすり）とは、ナイロン繊維やブラシなどで皮膚表面をこすり、角質に汗や皮脂などが混ざった老廃物をそぎ落とす行為。
世界中で行われており、特に韓国ではサウナや食事がセットになった一般的なサービス業として、広く人気を博している。

## 歴史
日本でも歴史は古く、あかすり師という職業が記録に残っており、江戸初期には垢すりや髪すきを表向きの理由とした湯女による性的サービス業まであった。発祥は諸説あり、ローマの浴場文化やフィンランドのサウナ、中東の大衆浴場（ハンマーム）の一環ではないかと言われている。
| サブスタブ | この項目は、まだ閲覧者の調べものの参照としては役立たない、書きかけの項目です。この項目を加筆・訂正などしてくださる協力者を求めています。このテンプレートは分野別のサブスタブテンプレートやスタブテンプレート（Wikipedia:分野別のスタブテンプレート参照）に変更することが望まれています。 |